# 소워비부리고래
소워비부리고래 또는 북대서양부리고래(Mesoplodon bidens)는 부리고래과 이빨부리고래속에 속하는 고래의 일종이다. 이빨부리고래속 중에서 가장 먼저 기술되었다. 영국의 자연학자 겸 화가인 소워비(James Sowerby)가 1800년에 스코틀랜드 모라이 퍼스(Moray Firth)에 좌초한 고래의 두개골로부터 1804년에 처음 기술했다. 종소명 "비덴스"(bidens)는 턱에 나 있는 2개의 이빨에서 유래했으며, 현재 이빨부리고래속에 포함되는 종들의 대표적인 특징이다.

## 같이 보기
- 고래류의 종 목록